# Lago Nehmitz
El lago Nehmitz (en alemán: Nehmitzsee) es un lago situado al norte de la ciudad de Berlín, en el distrito rural de Prignitz Oriental-Ruppin —junto a la frontera con el estado de Mecklemburgo-Pomerania Occidental—, en el estado de Brandeburgo (Alemania), a una elevación de 60 metros; tiene un área de 171 hectáreas.
Este es uno de los lagos que forman parte del sistema de lagos Rheinsberg.